# Allactaga hotsoni
Allactaga hotsoni — вид гризунів родини Dipodidae. Зустрічається в Афганістані, Ірані та Пакистані на висотах від 200 до 1500 м над рівнем моря. Типовими місцями його існування є галечникові та кам'янисті пустелі та гірські степи з рідкісною рослинністю.
Вид веде нічний спосіб життя, веде одиночний спосіб життя і риє довгі тунелі у твердій землі, щоб жити в них. Тунелі бувають трьох типів; тимчасові короткі нори з кількома входами і декількома тунелями та однією камерою; розмножувальні нори з дедалі довшими тунелями, більшою кількістю входів і гніздовою камерою щонайменше на 30 см нижче рівня землі; зимові нори з одним довгим тунелем, зазвичай горизонтальним, але з однією камерою дещо під поверхнею землі, в якій тварина впадає в сплячку. Харчується цей тушканчик насінням і такими пустельними рослинами, як Artemisia aucheri, Anabasis aphylla і Peganum harmala; він зберігає шматочки стебла та листя в камерах для зберігання всередині нори. Встановлено, що тушканчик більш активний вночі, коли не світить місяць, а також на початку і в кінці місячного циклу. Ймовірно, це пристосування проти хижаків, пов’язане з його двоногою ходою та мізерною рослинністю в місцях, де він мешкає.